# Cisteller estriat
El cisteller estriat (Thripophaga macroura) és una espècie d'ocell de la família dels furnàrids (Furnariidae).

## Hàbitat i distribució
Habita els boscos de les terres baixes del sud-est del Brasil.